# Nordische Skiweltmeisterschaften 1929/Teilnehmer (Lettland)
Lettland war bei den 6. Nordischen Skiweltmeisterschaften, die vom 5. Bis 10. Februar 1929 in Zakopane in Polen stattfanden, mit einem Teilnehmer vertreten.
Kārlis Bukass, auch unter seiner deutschen Namensform Karl Bukas bekannt, war ein bekannter Leichtathlet und als solcher zweifacher lettischer Meister im Marathon. Daneben spielte er auch Bandy und Fußball, widmete sich aber vor allem dem Skisport und gründete 1933 den Rigaer Skiklub.
In Zakopane nahm er an den beiden Skilangläufen über 18 bzw. 50 km teil. Über die kurze Distanz erreichte er den 33. Rang, im Dauerlauf musste er das Rennen vorzeitig beenden.

## Teilnehmer und Ergebnisse
| Sportler      | Verein | Skilanglauf 18 km | Skilanglauf 50 km | Skispringen K-60 | N. Komb. 18 km / K-60 | Ski Alpin Abfahrt | Patrouille 28 km |
| ------------- | ------ | ----------------- | ----------------- | ---------------- | --------------------- | ----------------- | ---------------- |
| Kārlis Bukass |        | 33.               | DNF               | –                | –                     | –                 | –                |

## Legende
- DNF = Did not finish (nicht beendet bzw. aufgegeben)